# Brooksetta althaeae
Brooksetta althaeae är en insektsart som först beskrevs av Hussey 1924.  Brooksetta althaeae ingår i släktet Brooksetta och familjen ängsskinnbaggar. Inga underarter finns listade i Catalogue of Life.